# ألكسيس بيريز
ألكسيس بيريز (بالإسبانية: Alexis Pérez)‏ (25 مارس 1994 في كولومبيا - ) هو لاعب كرة قدم كولومبي في مركز الدفاع يلعب في نادي الوصل. شارك مع منتخب كولومبيا تحت 23 سنة لكرة القدم. أما مع النوادي، فقد لعب مع أتلتيكو جونيور وريال بلد الوليد ب وريال بلد الوليد ونادي فياريال ونادي فياريال ب ونادي يونياوتيونوما.

## وصلات خارجية
- ألكسيس بيريز على موقع اتحاد تركيا (لاعب) (الإنجليزية)
- ألكسيس بيريز على موقع قاعدة بيانات كرة القدم.إي يو (الإنجليزية)
- ألكسيس بيريز على موقع Soccerway.com (الإنجليزية)
- ألكسيس بيريز على موقع AS.com (الإسبانية)